# ويليام بنجامين روس
ويليام بنجامين روس (بالإنجليزية: William Benjamin Ross)‏ هو سياسي كندي، ولد في 12 ديسمبر 1855، وتوفي في 10 يناير 1929. انتخب عضو مجلس الشيوخ الكندي.